# Verneuil-en-Halatte
Verneuil-en-Halatte är en kommun i departementet Oise i regionen Hauts-de-France i norra Frankrike. Kommunen ligger i kantonen Pont-Sainte-Maxence som tillhör arrondissementet Senlis. År 2022 hade Verneuil-en-Halatte 4 795 invånare.

## Befolkningsutveckling
Antalet invånare i kommunen Verneuil-en-Halatte
| Referens: INSEE |